# Kiko Lacasa
Francisco de Borja Lacasa Sánchez (nacido en Gandía, Valencia, España, 21 de abril de 1978) más conocido como Kiko Lacasa, es un exfutbolista, entrenador de fútbol y director deportivo español. Su posición era la de delantero. Actualmente ejerce como director deportivo del Club de Fútbol La Nucía de Segunda Federación.

## Trayectoria

### Como jugador
Tuvo una dilatada experiencia como jugador pasando por los equipos de Segunda División B de España como el Club de Fútbol Gandia, Benidorm Club de Fútbol, Novelda CF y de Tercera División de España como el Club Deportivo Bala Azul, Águilas Club de Fútbol y Deportivo Alavés B, antes de debutar en la Segunda División de España con el Deportivo Alavés en la temporada 2003-04. También jugaría en la división de plata en las filas del Polideportivo Ejido y del Lorca Deportiva Club de Fútbol. Además, formaría parte del Rayo Vallecano y Real Oviedo en Segunda División B de España.
En 2008, regresa al Club de Fútbol Gandia de Tercera División de España con el que logra el ascenso a Segunda División B de España dos temporadas después, volviendo a jugar otras dos temporadas en la división de bronce con el conjunto de su ciudad natal hasta 2012.
Tras abandonar el club gandiense formaría parte durante tres temporadas del UD Portuarios de la Primera Regional Valenciana, hasta llegar al Club de Fútbol La Nucía de la misma categoría con el que logró el ascenso a la Tercera División de España en 2017 y colgaría las botas como jugador a los 39 años.

### Como entrenador
Tras retirarse como jugador en julio de 2017, asume el reto de convertirse en director deportivo del Club de Fútbol La Nucía en la Tercera División de España. En 2019, logra el ascenso a la Segunda División B de España y en las temporadas siguientes lograría afianzar en la categoría al conjunto alicantino en la categoría.
El 27 de abril de 2022, renueva su cargo por dos temporadas como director deportivo del Club de Fútbol La Nucía. 
El 30 de mayo de 2022, el conjunto nuciero lograría el ascenso a Primera Federación, en el que solo permanecería durante una temporada, tras descender a Segunda Federación al término de la temporada 2022-23.
El 20 de octubre de 2023, tras la destitución de Raúl Garrido, se convierte en entrenador del Club de Fútbol La Nucía de Segunda Federación, al que dirige hasta la llegada de Sergio Egea en diciembre de 2023.

## Clubes

### Como jugador
| Club                           | País   | Año       |
| ------------------------------ | ------ | --------- |
| Club de Fútbol Gandia          | España | 1997-1998 |
| Benidorm Club de Fútbol        | España | 1998-1999 |
| Novelda CF                     | España | 1999-2000 |
| Club Deportivo Bala Azul       | España | 2000-2001 |
| Águilas Club de Fútbol         | España | 2001-2002 |
| Deportivo Alavés B             | España | 2002-2003 |
| Deportivo Alavés B             | España | 2003-2005 |
| Club Polideportivo Ejido       | España | 2005      |
| Rayo Vallecano                 | España | 2006      |
| Lorca Deportiva Club de Fútbol | España | 2006      |
| Real Oviedo                    | España | 2007-2008 |
| Club de Fútbol Gandia          | España | 2008-2012 |
| UD Portuarios                  | España | 2013-2016 |
| Club de Fútbol La Nucía        | España | 2016-2017 |

### Como director deportivo y entrenador
| Club                                         | País   | Año             |
| -------------------------------------------- | ------ | --------------- |
| Club de Fútbol La Nucía (Director deportivo) | España | 2017-actualidad |
| Club de Fútbol La Nucía                      | España | 2023            |